# Saraya
Saraya era una banda de hard rock/glam metal estadounidense conformada por la vocalista Sandi Saraya, el guitarrista Tony "Bruno" Rey, el bajista Gary Taylor, el teclista Gregg Munier y el baterista Chuck Bonfante. La banda es conocida principalmente por su canción "Love Has Taken Its Toll", y por ser una de las pocas agrupaciones de los ochenta lideradas por una mujer.
Gregg Munier murió el 3 de febrero de 2006.

## Miembros
- Sandi Saraya: voz
- Tony "Bruno" Rey: guitarra
- Gary Taylor: bajo
- Gregg Munier: teclados
- Chuck Bonfante: batería

## Discografía
- Saraya (1989)

1. Love Has Taken Its Toll	5:21
2. Healing Touch	        4:43
3. Get U Ready            	3:11
4. Gypsy Child	                4:39
5. One Night Away             	4:39
6. Alsace Lorraine	        0:50
7. Runnin' Out of Time	        4:14
8. Back to the Bullet       	3:58
9. Fire to Burn   	        4:38
10. Saint Christopher's Medal	4:21
11. Drop the Bomb	        5:54

- When the Blackbird Sings (1991)

1. Queen of Sheba
2. Bring Back the Light
3. Hitchin' a Ride
4. When You See Me Again
5. Tear Down the Wall
6. Seducer
7. When the Blackbird Sings...
8. Lion's Den
9. In The Shade of the Sun
10. White Highway
11. New World

Pista Timeless Love, de la banda sonora de Shocker (1989)

Pista Back to the Bullet, versión de rock (1989)